# Miżewicze (rejon brzostowicki)
Miżewicze (biał. Міжэвічы; ros. Мижевичи) – wieś na Białorusi, w obwodzie grodzieńskim, w rejonie brzostowickim, w sielsowiecie Pograniczny.
Dawniej wieś i ferma. W dwudziestoleciu międzywojennym wieś leżała w Polsce, w województwie białostockim, w powiecie wołkowyskim.